# Jaciment de Can Garriga
|  | Per a altres significats, vegeu «Can Garriga Paleolítica». |

Can Garriga és un jaciment paleolític desaparegut de Sant Julià de Ramis (Gironès), inclòs a l'Inventari del Patrimoni Arqueològic i Paleontològic de Catalunya.
Fou un campament de caçadors-recol·lectors, instal·lats en cabanes a l'aire lliure, corresponent al Paleolític inferior (final), situat al marge esquerre del torrent de Can Garriga, abans de passar el pont del Dimoni, en direcció a Figueres, a l'altra banda del torrent on hi ha el jaciment de Pedra Dreta i sobre el marge de ponent del riu Ter. Va ser descobert per Eudald Carbonell i Rafael Mora l'any 1986 i excavat l'any 1991, abans de ser destruït en fer-se el desdoblament de la carretera Girona-Banyoles.
Format per tres nivells arqueològics inclosos en nivells de sedimentació naturals (travertins de llac i paleosòl). Els travertins han permès la datació absoluta d'aquests nivells en el Geological Survey de Califòrnia. L'estratigrafia és la següent:
- Primer nivell: Entre 210 i 260 cm de profunditat. Argiles grogues datades en 87.700 +/- 2.500 BP.
- Segon i tercer nivells: 345 a 370 cm de profunditat. Argiles marronoses. El segon nivell és datat entre 103.500 +/- 2.300 BP. Tot el material arqueològic que apareix és lític. Les matèries primeres més representades són quars, quarsita i roques filonianes, i es reparteixen majoritàriament en BP de primera generació i BN de primera generació de tipus centrípet o "epanelé". També hi ha alguna BN de segona generació que tipològicament correspondrien a rascadors i denticulats.[1]